# فارنا نيكروبولس

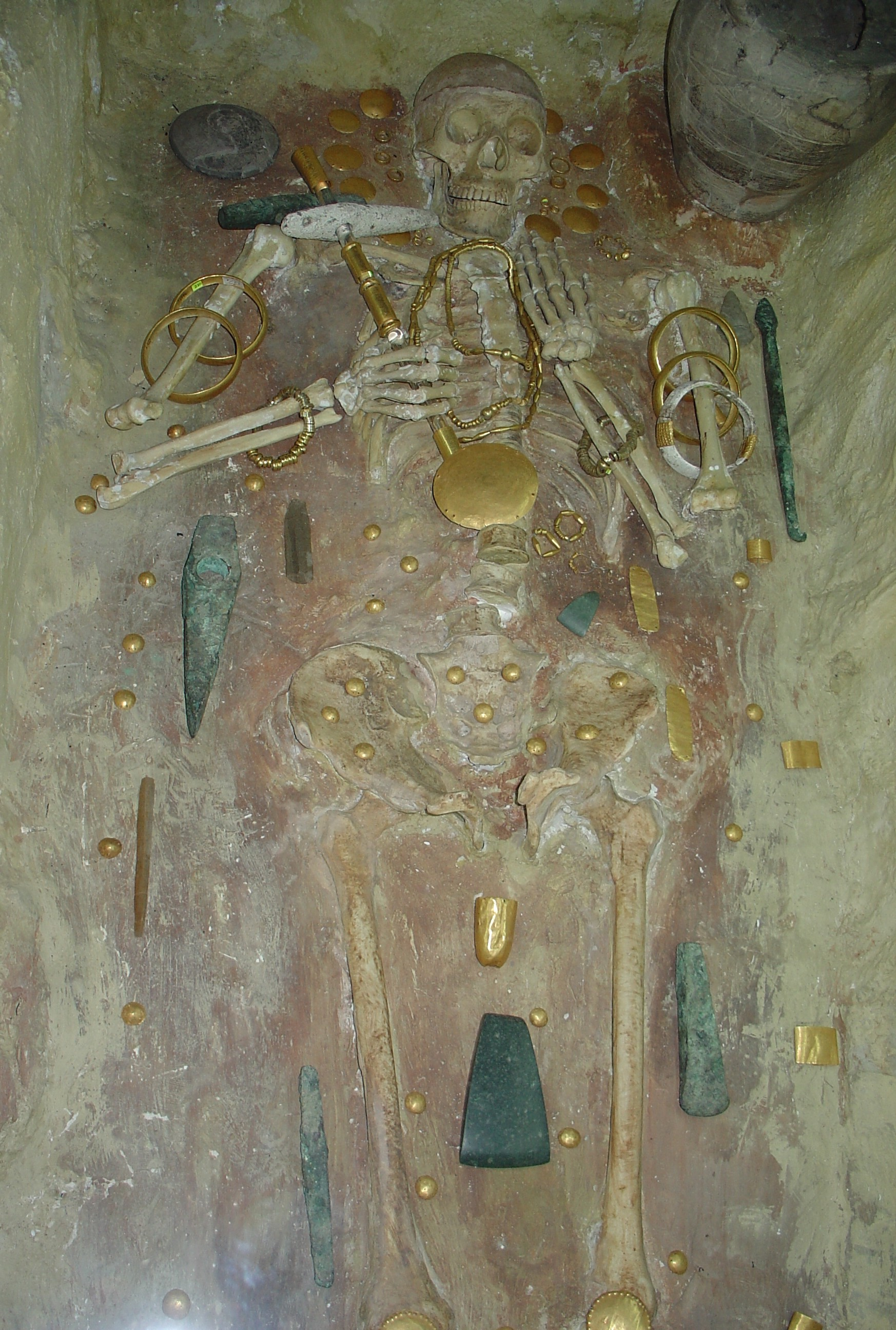
ذهب ڤارنا نيكروپول. محتويات قبر رقم 43 من "مقبرة ڤارنا" المعروضة في متحف ڤارنا الأثري.

ڤارنا نيكروپول أو ڤارنا نيكروپولس (بالبلغارية: Варненски некропол)‏(بالإنجليزية: Varna Necropolis)‏ والمعروفة أيضاً باسم «مقبرة ڤارنا» (بالإنجليزية: Varna Cemetery)‏. هي مدافن توجد في الجزء الغربي من المنطقة الصناعية لمدينة ڤارنا البلغارية الواقعة على شاطئ البحر الأسود، وهي تبعد ما يقرب من 500 متر عن بحيرة ڤارنا وما لا يزيد عن أربعة كيلومترات عن مركز المدينة. تعتبر ڤارنا نيكروپول وعلى مستوى عالمي أحد المواقع التاريخية الهامة فيما يختص بعلوم ما قبل التاريخ.
اكتُشفت آثار ڤارنا نيكروپول من العصر النحاسي عام 1972م في منطقة بحيرة ڤارنا عن طريق الصدفة لدى شق قناة بالقرب من ڤارنا حيث اكتُشف، وعلى مدى 15 عاما من التنقيب، 294 قبراً من العصر النحاسي وُجد في بعض منها الكثير من المصوغات الذهبية أشارت إلى أنه في هذا العصر المتأخر وُجدت في بلاد البلقان دلائل على ثقافة بدائية لمفهوم الدولة المؤسسية.
يعتقد المؤرخون أن حضارة ڤارنا نيكروپول تعود لنهاية القرن الخامس ق.م. أو بداية القرن الرابع ق.م. كما يُعتقد أن ذهب هذه المنطقة هو أقدم ذهب طُوِّعَ في أوروبا.